# Sde Elijahu
Sde Elijahu (hebrejsky שְׂדֵה אֵלִיָּהוּ, doslova "Elijahuovo pole", anglicky Sde Eliyahu, v oficiálním seznamu sídel Sede Eliyyahu) je vesnice typu kibuc v Izraeli, v Severním distriktu, v Oblastní radě Emek ha-Ma'ajanot.

## Geografie
Leží v nadmořské výšce 191 metrů pod mořskou hladinou v intenzivně zemědělsky využívaném Bejtše'anském údolí, které je součástí Jordánského údolí. V okolí obce se nacházejí četné vydatné prameny, ale původní vádí protékající údolím byla většinou kvůli zemědělskému hospodaření svedena do umělých vodotečí. Údolí je rovinaté, s rozsáhlými plochami umělých vodních nádrží a zemědělských pozemků. Člení ho jen nevelké pahorky, většinou lidského původu coby stopy dávného osídlení jako Tel Te'omim a Tel Nufar, které se rozkládají západně od vesnice, nebo Tel Ro'e na východním okraji obce. Zhruba 6 kilometry na západ od vesnice se terén prudce zvedá do svahů pohoří Gilboa.
Vesnice je situována 30 kilometrů jižně od Galilejského jezera, 4 kilometry západně od řeky Jordán, cca 5 kilometrů jihojihovýchodně od města Bejt Še'an, cca 80 kilometrů severovýchodně od centra Tel Avivu a cca 63 kilometrů jihovýchodně od centra Haify. Sde Elijahu obývají Židé, přičemž osídlení v tomto regionu je ryze židovské. Společně s nedalekými vesnicemi Tirat Cvi, Šluchot a Ejn ha-Naciv vytváří blok nábožensky založených kibuců.
Sde Elijahu je na dopravní síť napojen pomocí lokální silnice číslo 6678, která severozápadně od kibucu ústí do dálnice číslo 90.

## Dějiny
Sde Elijahu byl založen v roce 1939. K založení došlo 7. května 1939. Šlo o opevněnou osadu typu „hradba a věž“. Jejími zakladateli byli mladí židovští přistěhovalci z Německa. Později se zde usadili i Židé, kteří přežili holokaust, z Francie a Itálie.
Kibuc byl pojmenován podle německého rabína Elijahu Gutmachera.
Sde Elijahu vznikl zčásti na pozemcích arabské vesnice Arab al-'Arida, která se do roku 1948 rozkládala jen pár set metrů severovýchodně od dnešního kibucu. Arab al-'Arida měla roku 1931 182 obyvatel a 38 domů. V květnu 1948, během Operace Gideon, v počáteční fázi války za nezávislost, byla dobyta izraelskými silami a místní arabské obyvatelstvo uprchlo. Zástavba v Arab al-'Arida byla pak zničena a její plocha využita jako zemědělské pozemky. Část pozemků tu také původně patřila německým Templerům – křesťanské organizaci zaměřené na zemědělské osidlování Palestiny. Ti zde měli několik farem. Jedna z nich sloužila zakladatelům Sde Elijahu jako první ubikace.
Roku 1949 měl kibuc Sde Elijahu 240 obyvatel a rozlohu katastrálního území 3865 dunamů (386,5 hektaru).
Ekonomika kibucu je založena na zemědělství (důraz na organické farmaření bez používání umělých hnojiv) a průmyslu. V kibucu fungují zařízení předškolní péče o děti a základní škola Šaked (שק”ד), do které docházejí i děti z okolních vesnic. V Sde Elijahu působí synagoga.

## Demografie
Obyvatelstvo kibucu Sde Elijahu je nábožensky založené. Podle údajů z roku 2014 tvořili naprostou většinu obyvatel v Sde Elijahu Židé (včetně statistické kategorie "ostatní", která zahrnuje nearabské obyvatele židovského původu ale bez formální příslušnosti k židovskému náboženství).
Jde o menší sídlo vesnického typu se stagnující populací. K 31. prosinci 2014 zde žilo 683 lidí. Během roku 2014 populace klesla o 2,0 %.
| Rok            | 1948 | 1949 | 1961 | 1972 | 1983 | 1995 | 2001 | 2003 | 2004 | 2005 | 2006 | 2007 | 2008 | 2009 | 2010 | 2011 | 2012 | 2013 | 2014 |
| -------------- | ---- | ---- | ---- | ---- | ---- | ---- | ---- | ---- | ---- | ---- | ---- | ---- | ---- | ---- | ---- | ---- | ---- | ---- | ---- |
| Počet obyvatel | 253  | 240  | 322  | 418  | 541  | 677  | 640  | 673  | 669  | 660  | 655  | 663  | 659  | 611  | 658  | 679  | 683  | 697  | 683  |